# 土山宗次郎
土山 宗次郎（つちやま そうじろう）は江戸時代中期の旗本。名は孝之（たかゆき）。

## 生涯
土山孝祖の子として誕生、母は土山照苗の娘。妻は日下部七十郎の娘。
田沼意次が老中となって田沼時代が始まると、安永5年（1776年）に勘定組頭に登用された。天明3年（1783年）に工藤平助の『赤蝦夷風説考』を読んで対ロシア政策の必要性を提言し、天明4年（1784年）に平秩東作と荒井庄十郎に蝦夷地調査をさせ、さらに天明5年（1785年）には上役の松本秀持が青島政教を始め、山口高品、菴原宣方、佐藤行信、皆川秀道、里見平蔵、引佐新兵衛、大塚小一郎、大石逸平、鈴木清七、最上徳内らに蝦夷地調査を行わせた。
その一方で、吉原・大文字屋の遊女誰袖（たがそで）を祝儀などを含めると1200両を払い身請けしたことで派手な生活ぶりが評判となり、親交のあった大田南畝から、狂歌で「我恋は天水桶の水なれや。屋根よりたかきうき名にぞ立つ」と詠まれた。
天明6年（1786年）8月に第10代将軍・徳川家治が死去すると、台頭した松平定信ら反田沼派が老中・田沼意次を罷免する。同年11月に富士見御宝蔵番頭となる。その後、買米金500両の横領が発覚し、その追及を逃れるため逐電し、武蔵国所沢の山口観音に平秩東作が匿ったが発見され、天明7年（1787年）12月5日に斬首されている。

## 官歴
- 宝暦6年（1756年）10月8日：家督、小普請
- 宝暦10年（1760年）7月5日：勘定
- 明和6年（1769年）1月28日：評定所留役
- 安永5年（1776年）11月26日：勘定組頭
- 天明6年（1786年）11月17日：富士見宝蔵番頭
- 天明7年（1787年）12月5日：死罪

## 登場作品
- べらぼう〜蔦重栄華乃夢噺〜（2025年、NHK大河ドラマ） - 演：栁俊太郎